# 236
Криза Римської імперії у 3 столітті. Правління імператора Максиміана Фракійця. У Китаї триває період трьох держав, найбільшою державою на території Індії є Кушанська імперія, у Персії править династія Сассанідів.
На території лісостепової України Черняхівська культура. У Північному Причорномор'ї готи й сармати.

## Події
- Імператор Максиміан здійснює кампанію проти даків і сарматів.
- Римський сенат створює комітет із 20 членів для протидії імператору.
- Двадцятим папою римським стає Фабіан.

## Померли
- Антер, папа римський.